# Gailtaler Tracht
Die Gailtaler Tracht ist die Volkstracht, wie sie im unteren Gailtal in Österreich nur zum Zwecke des Untergailtaler Kirchtagsbrauch getragen wird.

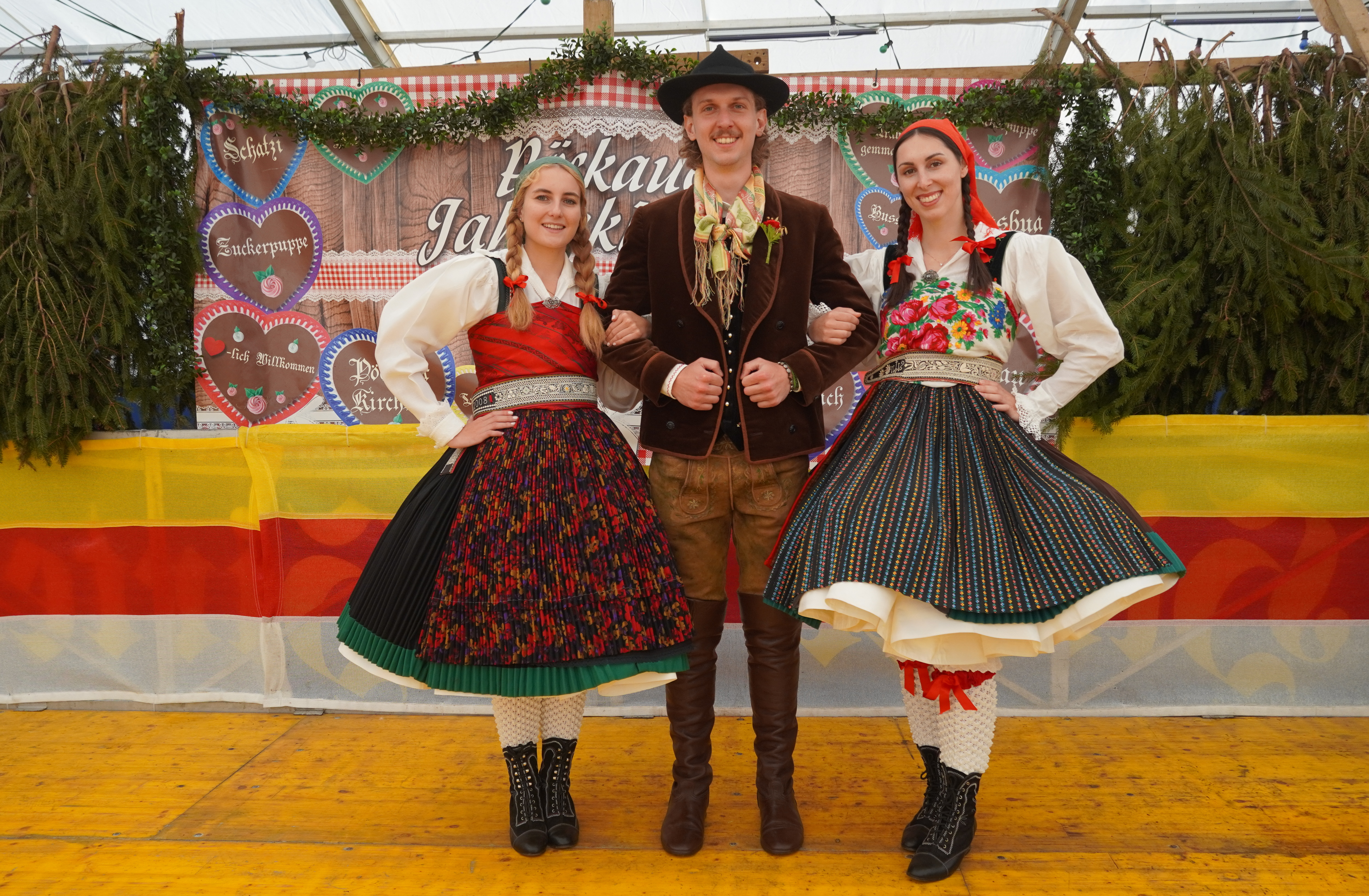
Gailtaler Tracht, Pöckau (2023)

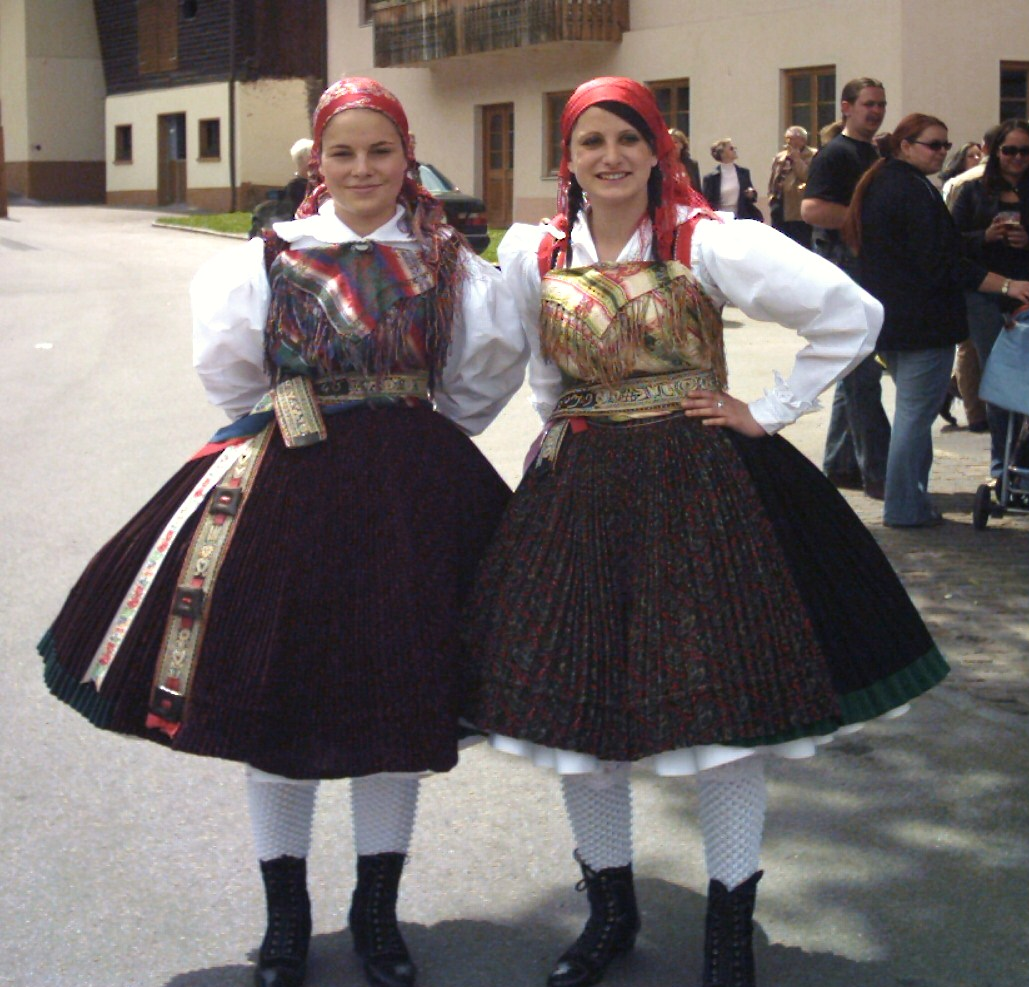
Gailtaler Tracht, Feistritz a.d. Gail (2006)

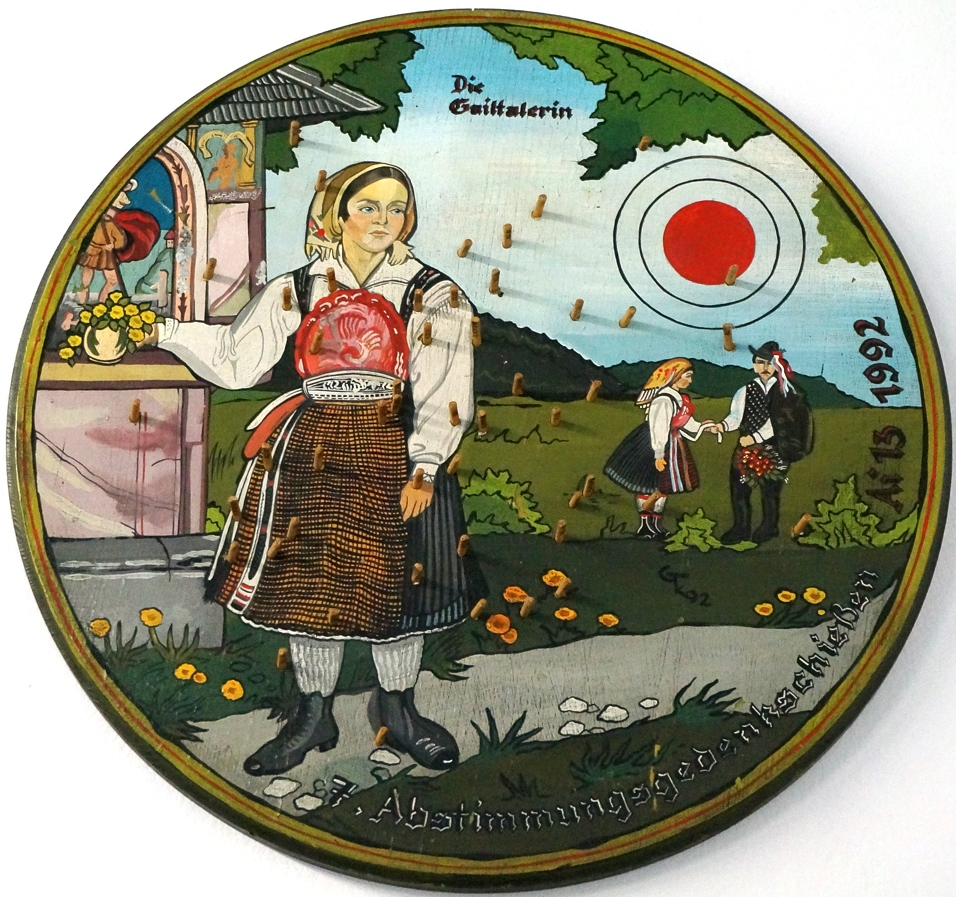
Die Gailtalerin in Tracht

## Frauenfesttracht
Die Untergailtaler Frauenfesttracht unterscheidet sich stark von den sonst langen und dunklen Kärntner Festtrachten. Sie besteht aus einer Vielzahl von Teilen, ihre Kennzeichen sind: Das Kopf- und das Brusttuch, zwei mit Fransen besetzte Tücher. Für das Kopftuch wird ein Seidentuch aufgesetzt, und für das Brusttuch ein Woll- oder Seidentuch verwendet.
Die weißen Strümpfe, die die Waden der Mädchen besonders hervorheben, die Schnürstiefelchen aus schwarzem Leder mit weißer Stickerei. Über die weiße, mit Spitzen besetzte Baumwollunterhose kommt ein kurzer, enger Unterrock, unter dessen Rand man rote Strumpfbänder, unter der Spitz der Unterhose hervorblitzen. Darüber wird ein weiter, gestärkter Rock mit 12 Laufmetern Stoff getragen, die den schweren plissierten Rock des Leibkittels schwungvoll abstehen lassen. Die Leinenbluse ist sorgfältig gestärkt, hat einen V-förmigen gefältelten und aufwendig gestärkten Kragen und weitbauschige Ärmel. Den Kontrast dazu bildet ein dunkler Leibkittel, der aus einem handplissierten Rock aus Reinwollfresko und einem Samt- oder Seidenmieder besteht. Dazu gehören zwei Schürzen, eine kleine, dunkle glatte und eine größere, gemusterte aus Wollmousselin und handplissiert. Das Prunkstück ist der breite, federkielbestickte Ledergürtel mit Bänderschmuck und Messerriemen behängt.

## Männertracht
Die Männertracht des unteren Gailtales ist durch das Kufenstechen eine lebendige Altform, die einen Kontrast zur bunten Festtracht der Frauen bildet. Die dunkel gehaltene Tracht deutet auf den ehemaligen Berufsstand der bäuerlichen Fuhrleute hin.
Als Basis dient ein weißes Leinenhemd mit seinen charakteristischen bauschigen Ärmeln und dem roten Hexenstich an Kragen und Manschetten. Darüber wird ein hochgeschlossenes Gilet aus Seide oder besticktem Samt getragen und wird mit einer dichten Reihe aus Silberknöpfen geschlossen. Über dem Gilet wird ein buntes Seidentuch gebunden. Der dunkle Samtrock, der wahlweise braun oder schwarz getragen wird, hat eine Harrasband-Einfassung.
Die schwarze oder braune knielange Lederhose ist am Bein mit einer Schnur zu binden. Die hohen Schaftstiefel, die über das Knie reichen, werden von den Kufenstechern nur in Braun getragen. Neben dem weitscheibigen schwarzen Schlapphut mit seiner schwarzen gedrehten Schnur und dem großen Schopf tragen die jungen Reiter auch eine schwarze Zipfelmütze mit bunten Streifen, die ansonsten aus dem Stiefel hängt.

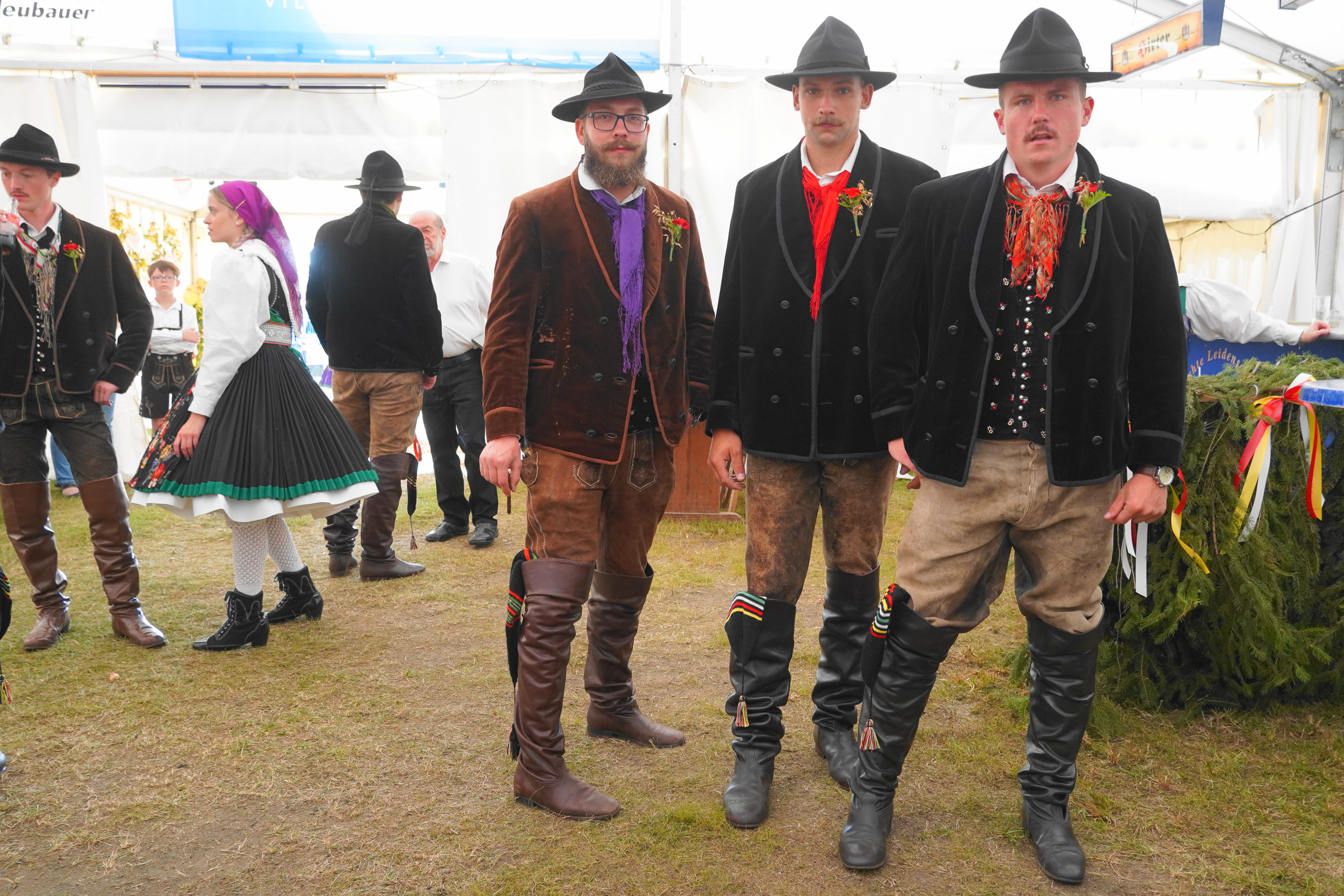
Gailtaler Männertracht in Pöckau (2023)
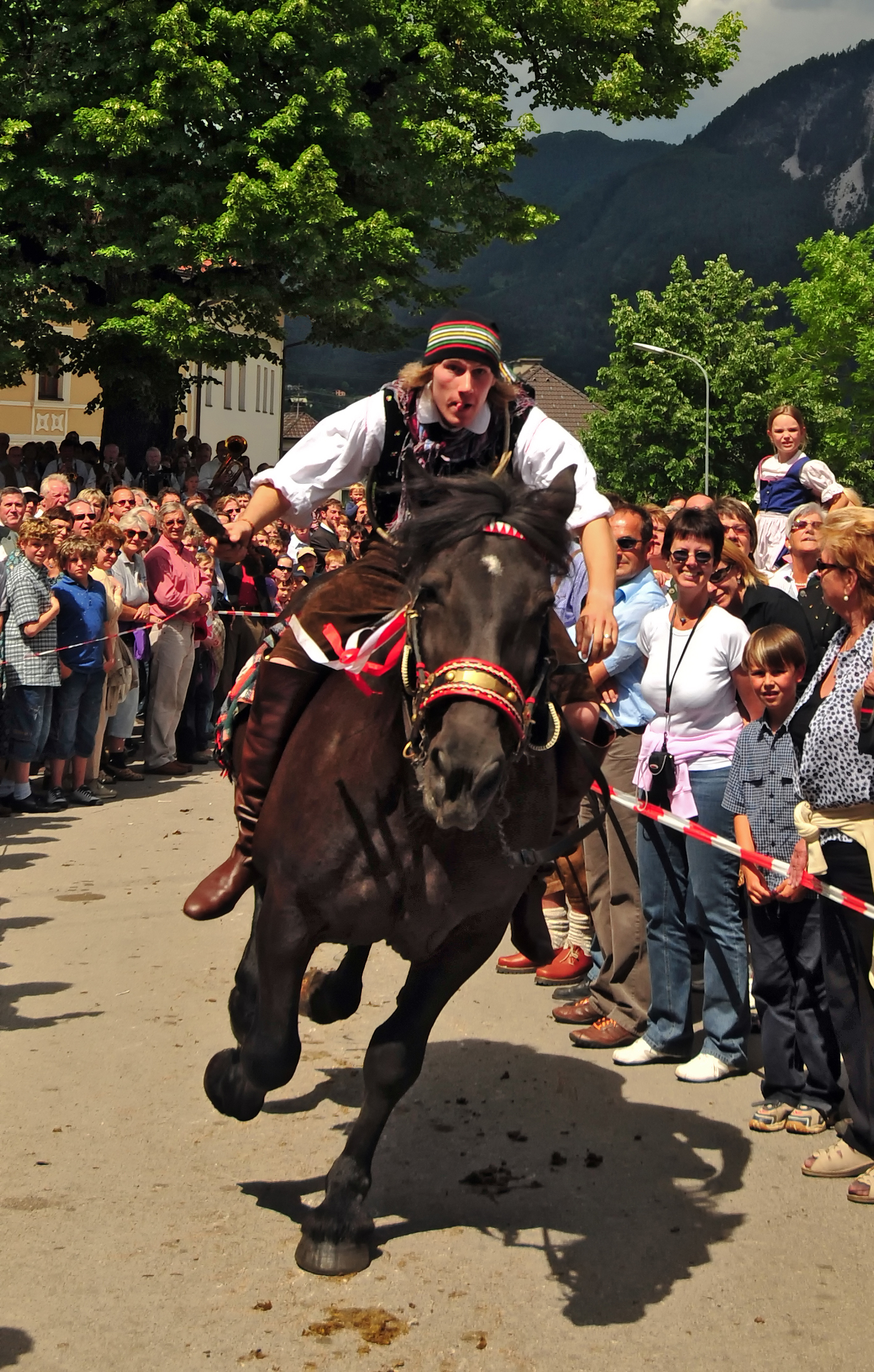
Ritt des Burschen in Gailtaler Tracht auf dem ungesattelten Noriker mit der Eisenkeule in der Hand zum Kufenstechen in Feistritz an der Gail.
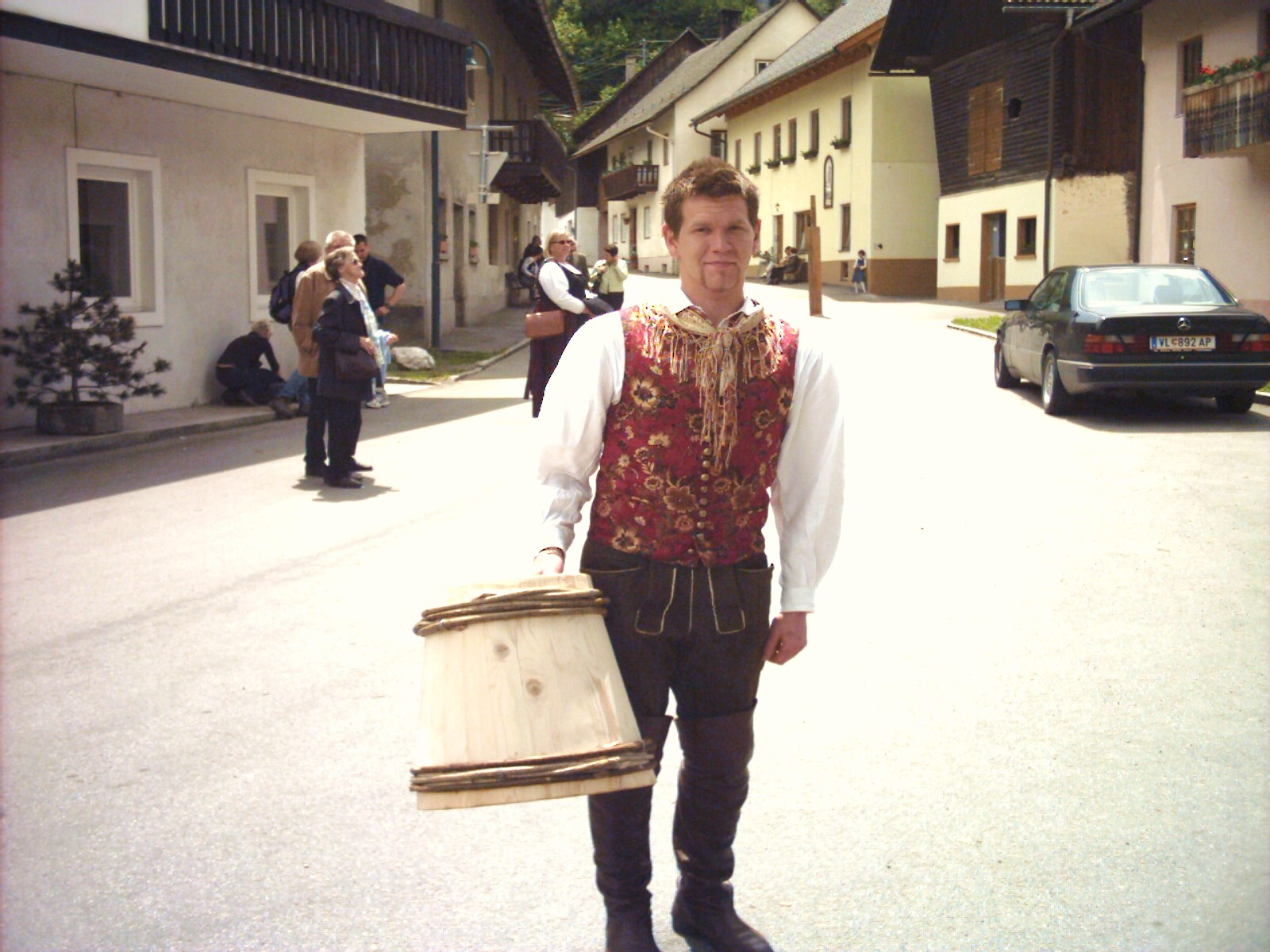
Gailtaler Burschentracht
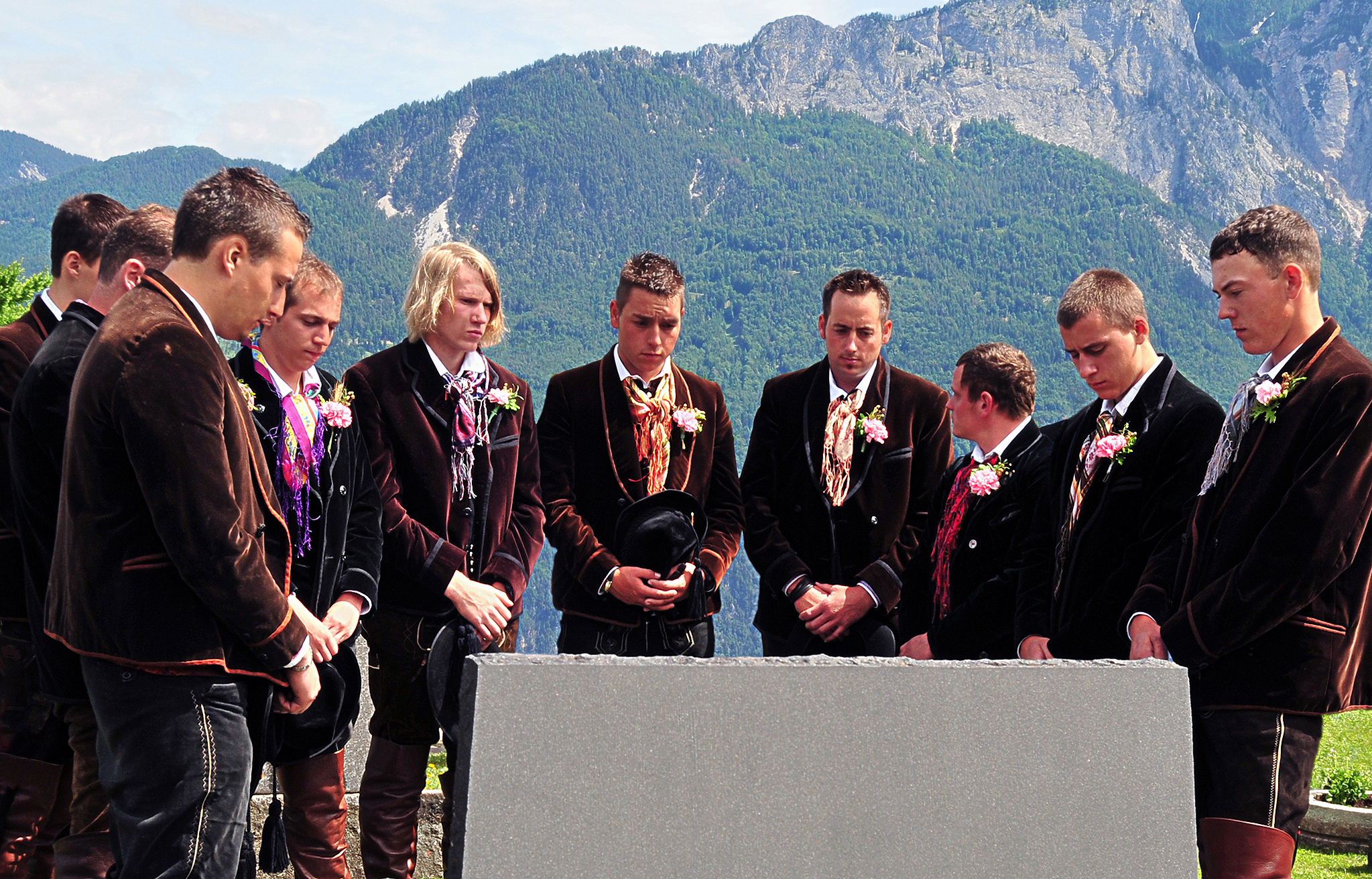
Schweigeminute in Gailtaler Burschentracht.